# Эчагуэ, Паскуаль
Хуан Хосе Паскуаль Эчагуэ (исп. Juan José Pascual Echagüe; 16 мая 1797 — 2 июня 1867) — аргентинский военный и политик. Занимал посты губернатора провинций Энтре-Риос (1832—1841) и Санта-Фе (1842—1845, 1845—1851), а также военного министра (1856—1860, 1860—1861) и председателя Сената Аргентины (1858—1859, 1860—1861). Участвовал в гражданских войнах в Аргентине и в гражданской войне в Уругвае.

## Биография

### Происхождение
Родился 16 мая 1797 года в Санта-Фе, Вице-королевство Рио-де-ла-Плата. Сын Хосе Антонио де Эчагуэ-и-Андия, который был мэром города Санта-Фе и президентом Совета представителей в 1821 году, и Марии Исабель де Гармендия и Хименес Нахарро. Он получил докторскую степень по теологии в 1818 году в Национальном университете Кордовы. Он был учителем в течение короткого времени, позже секретарем, а затем провинциальным министром губернатора Эстанислао Лопеса. Он представлял свою провинцию при подписании договоров с Энтре-Риос (1823) и Федерального пакта в январе 1831 года.
Паскуаль Эчагуэ несколько раз исполнял обязанности временного губернатора и вступил в армию в почетном звании подполковника. Он принял участие в кампании 1829 года против Хуана Лавалье, сражаясь в битве у моста Маркеса. Он отправился с армией против провинции Кордова и руководил переговорами о сдаче столицы провинции после заключения генерала Хосе Марии Паса, оказав влияние на хорошее обращение с пленными.
Паскуаль Эчагуэ официально отправился в провинцию Энтре-Риос, где он владел имуществом, в декабре 1831 года, посланный Лопесом, чтобы добиться мира в провинции. Он победил неизвестного солдата, который назвал себя губернатором, и был избран губернатором 22 февраля 1832 года.

### Губернатор Энтре-Риос
Его администрация начала период прогресса и мира, с хорошими отношениями с губернатором провинции Буэнос-Айрес Хуаном Мануэлем де Росасом. В этот период Паскуаль Эчагуэ был повышен до генерала и дважды переизбирался на этот пост. Он повысил Хусто Хосе де Уркису до чина полковника и командующего прибрежными войсками реки Уругвай. Он основал города Ла-Пас и Дьяманте.
Мир в его провинции оказался под угрозой из-за восстания Фруктуосо Риверы против Мануэля Орибе, президента Уругвая. Ривера был побежден в июне 1838 года, и Паскуаль Эчагуэ конфисковал имущество граждан Энтре-Риос, которые поддерживали Риверу. Позже он напал на столицу Корриентес, где губернатор Хенаро Берон де Астрада восстал против Росаса и вступил в союз с Риверой. Эчагуэ разбил его в Паго-Ларго, в результате чего было убито более тысячи солдат противника.
При поддержке Хуана Антонио Лавальехи и членов Белой партии он переправился через реку Уругвай, чтобы атаковать Риверу, но последний разбил его в битве при Каганче 29 декабря 1839 года в департаменте Сан-Хосе, Уругвай, недалеко от ручья Каганча.
Позже он вернулся, чтобы вторгнуться в провинцию Корриентес, но генерал Пас решительно разбил его 28 ноября 1841 года в битве при Каагуасу. Кавалерия Энтре-Риоса не могла маневрировать и была почти полностью потеряна. Эчагуэ оставил свой пост губернатора и укрылся в Буэнос-Айресе. Хусто Хосе де Уркиса был назначен губернатором в качестве его замены.

### Губернатор Санта-Фе
Паскуаль Эчагуэ отправился с Мануэлем Орибе в его поход в провинцию Санта-Фе в конце 1841 года. После поражения Хуана Пабло Лопеса 16 апреля 1842 года Эчагуэ был избран губернатором. Он проводил прогрессивное и упорядоченное правление, как и в Энтре-Риос, содействуя развитию образования в обеих провинциях, в то время как руководящие органы уделяли этому начинанию мало внимания.
В июне 1845 года Хуан Пабло Лопес вторгся в провинцию Эчагуэ из Чако и на месяц занял столицу, но Паскуаль Эчагуэ контратаковал и разбил его при поддержке Буэнос-Айреса в Малабриго. Оставшаяся часть его срока на посту губернатора была периодом мира и стабильности.
Когда Хусто Хосе де Уркиса объявил себя против Хуана Мануэля де Росаса в 1851 году и объявил войну, Паскуаль Эчагуэ находился на пути из Энтре-Риоса в Буэнос-Айрес и подвергся нападению в декабре 1851 года. Паскуаль Эчагуэ и полковник Мартин Санта-Колома достигли Буэнос-Айреса, а Доминго Креспо был назначен губернатором.

### Последние годы
После короткого периода, когда неизвестно, где он жил — есть несколько версий, что он мог отправиться в Европу вместе с Хуаном Мануэлем де Росасом, и что они оба встречались с папой римским Пием IX — он нашел убежище в Монтевидео. В 1854 году он отправился в Энтре-Риос, где жил по особому разрешению президента Хусто Хосе де Уркисы, который в 1856 году назначил его военным министром. Затем Эчагуэ организовал кампанию против местных племен в регионе Южный Чако.
С 1859 года он был национальным сенатором и в том же году федеральным аудитором в провинции Мендоса с 16 апреля по 23 августа.
Паскуаль Эчагуэ представлял провинцию Ла-Риоха на Конституционном съезде 1860 года. Занимал пост временного военного министра во время правления президента Сантьяго Дерки и вышел в отставку в Энтре-Риос после битвы при Павоне.
Он добровольно отправился на Парагвайскую войну, но из-за преклонного возраста его не взяли.
Паскуаль Эчагуэ скончался в Энтре-Риос на ранчо «Сан-Габриэль», принадлежавшем его жене Мануэле Пуиг де Эчагуэ.
От брака с Мануэлой Пуиг у него было четверо детей: Роза Эчагуэ, Хуана Исабель Эчагуэ, Леонидас Эчагуэ и Себастьян Франсиско Эчагуэ.